# دانيلا هانسن
دانيلا هانسن (بالإنجليزية: Danielle Hansen)‏ هي مجدفة أمريكية، ولدت في 16 أكتوبر 1993 في موديستو في الولايات المتحدة.

## وصلات خارجية
- دانيلا هانسن على موقع الاتحاد الدولي للتجديف (الإنجليزية)